# 饸饹面

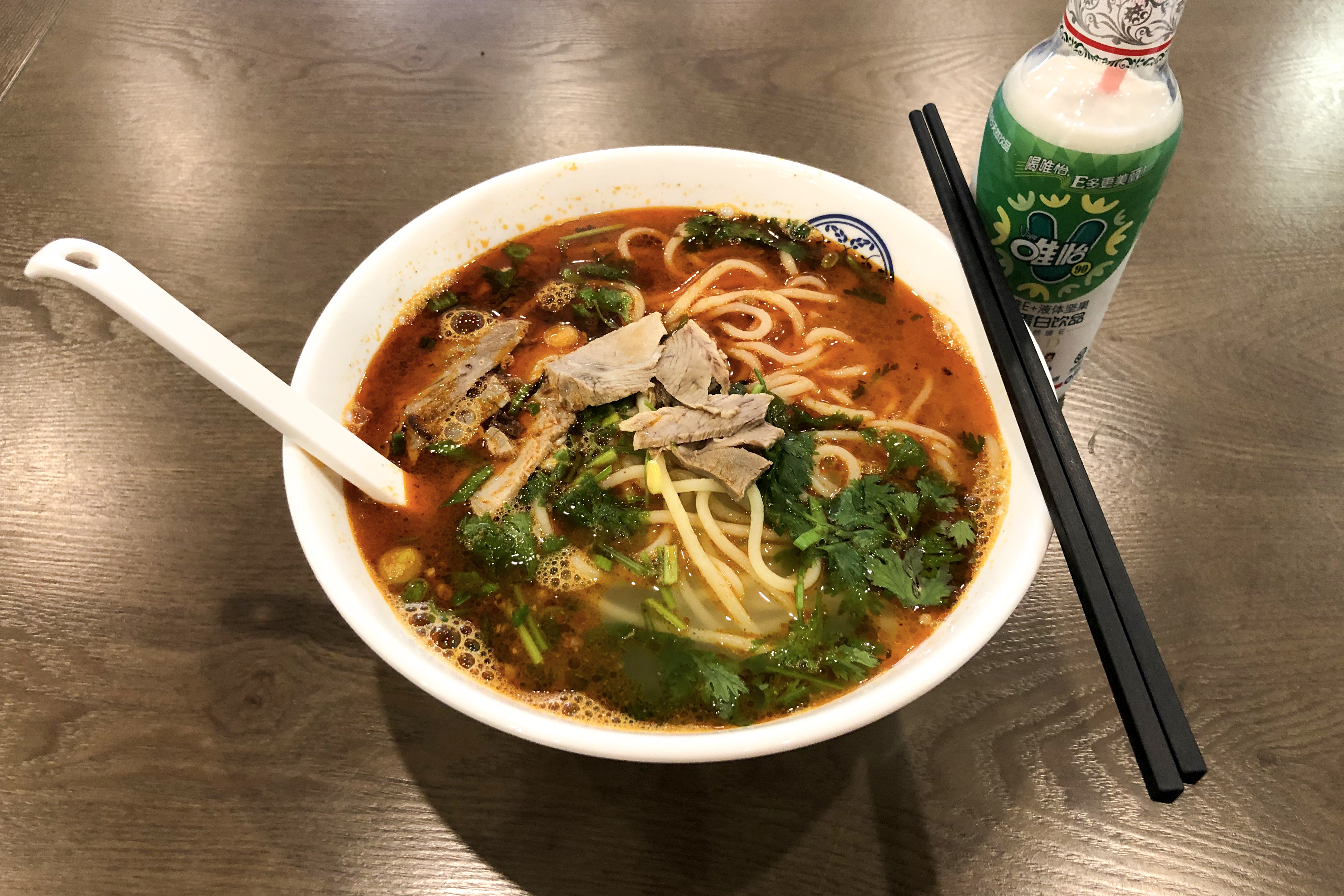
羊肉饸饹面

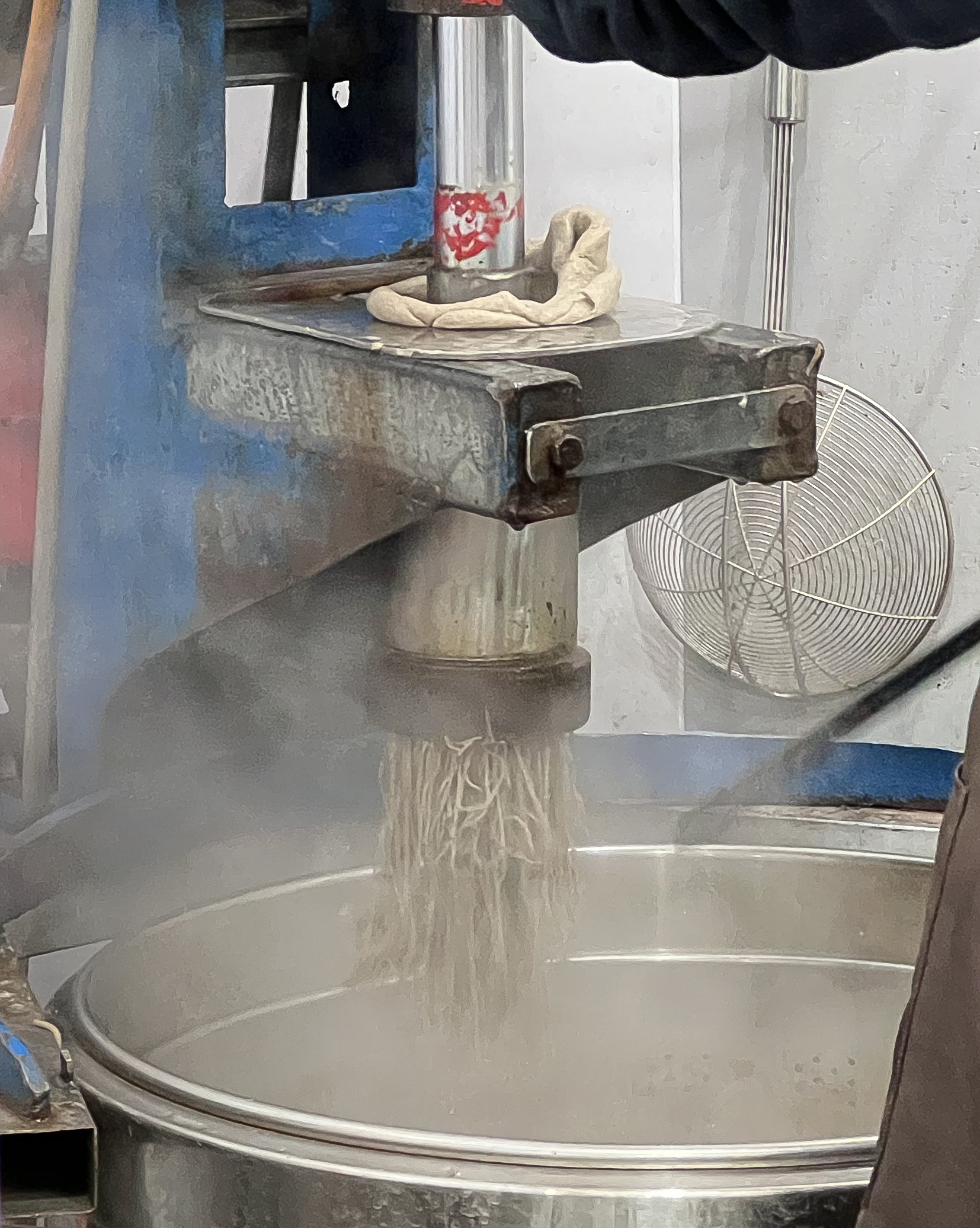
利用机械饸饹床压出的饸饹

饸饹麵，古称河漏，是一種盛行于中国大陸陕西、山西、河北、甘肃、河南等地的麵食，其做法是将莜麦麵粉、荞麦麵粉、高粱面粉、玉米面粉或其他杂豆麵粉和软，用饸饹床子（一种木制的有许多圆眼的工具），把麵通过圆眼压出来，形成小圆条。在制作饸饹的过程中，会掺入榆皮面（榆树内皮经过磨制，所得的面）作为黏合剂使用。饸饹比一般面条要粗些，但比面条软，食用方式和面条差不多。适合应用於那些没有小麦麵粉粘性大，不能按普通方法做成麵条的麵类。
饸饹面的历史非常悠久，早称“河漏”，相传清康熙年间，康熙帝指派专人对全国各地风味小吃进行统计造册，“河漏”也被编入册中，因“河漏”这古怪的名字成功引起皇帝的注意，皇帝吃后龙颜大悦，因“河漏”的叫法与大清国治理河道很不协调，于是康熙帝做了硃批，改“河漏”为“饸饹”。